# Acroloxus
Acroloxus är ett släkte sötvattenslevande snäckor som tillhör familjen dammhättesnäckor (Acroloxidae).
Acroloxus är typsläkte för familjen Acroloxidae. Typart för släktet är dammhättesnäcka, Acroloxus lacustris.